# Holbæk Slots Ladegård
Holbæk Slots Ladegård er en herregård der ligger i Holbæk på Vestsjælland.
Holbæk Slots Ladegaard har 11 hektar park

## Ejere af Holbæk Slots Ladegaard
| - (1190-1199) Absalon - (1199-1205) Sorø Kloster - (1205-1326) Kronen - (1326-1350) Knud Porse - (1350-1370) Enke Fru Porse - (1370-1380) Valdemar Atterdag - (1380-1413) Jens Rud - (1413-1423) Goes van Hitzacker - (1423-1453) Verner Parsberg - (1453-1497) Jørgen Rud - (1497-1506) Henrik Krummedige - (1506-1549) Markvard Tidemand - (1549-1563) Knud Alfsen - (1563-1608) Christopher Pax von Festenberg - (1608-1614) Anders Dresselbjerg | - (1614-1615) Jørgen Daa - (1615-1617) Ejler Urne - (1617-1627) Alexander Rabe von Papenheim - (1627-1642) Mogens Pax von Festenberg - (1642-1661) Forskellige Ejere - (1661-1667) Henrik Thott - (1667-1676) Bertel Bartholin - (1676-1684) Mourids Henriksen Podebusk - (1684-1691) Frederik Vittinghof - (1691-1706) Schack Brockdorff - (1706-1731) Gregers Juel - (1731-1752) Peder Juel - (1752) Hans Seidelin - (1752-1772) Hans Diderich de Brinck-Seidelin | - (1772-1809) Hans de Brinck-Seidelin - (1809-1812) Hans Peter Kofoed - (1812-1839) Marie Kofoed - (1839-1866) F. Rottbøll - (1866-1877) Herman Frederik Løvenskiold - (1877-1882) J. Sønnichsen - (1882-1912) G. Ree - (1912-1913) Johannes Lawaetz - (1913-1914) M. Alstrup - (1914-1939) Paul Dahl - (1939-1944) Else Wørishøffer gift Dahl - (1944-1955) P. B. Kastberg - (1955-1963) Torben Dahl-Kastberg - (1963-) Kunsthøjskolen i Holbæk |

## Udbygninger
- (før 1250) Stenhuse opført på slotsbanke
- (ca. 1600) En ny bygning opført
- (ca. 1615) En ny bygning opført
- (1617) Store kornlade m.m. genopført
- (1634) Nyt fæhus og hestestald
- (1798) Ladegården flyttet og hovedbygningen opført
- (ca. 1850) Avlsbygningerne nyopført
- (1892) Hovedbygningen gjort tre-fløjet
- (1934) Hovedbygningen restaureret og forhøjet ved Thorvald Jørgensen